# Gabriele Bordonaro
Gabriele Bordonaro (Licata, 10 marzo 1834 – Palermo, 3 giugno 1913) è stato un imprenditore e politico italiano.

## Biografia
Barone di Chiaromonte, industriale. Sposò Carlotta Gardner. Fondò nel 1840 la Società dei battelli a vapore siciliani" e nel 1869 cofondò a Trapani lo stabilimento enologico "D'Alì & Bordonaro".
Fu consigliere comunale e provinciale di Palermo e consigliere d'amministrazione del Banco di Sicilia. Nel 1875 fu eletto per la Destra storica deputato alla Camera e riconfermato per altre tre legislature fino al 1886.
Quell'anno fu nominato senatore del Regno d'Italia dalla XVI legislatura.